# Alcidio Fleitas
Alcidio Adrián Fleitas (n. Asunción, Paraguay, 10 de abril de 1975) es un exfutbolista paraguayo que jugó de delantero y militó en diversos clubes de Paraguay, Argentina, Chile e Indonesia.

## Clubes
| Club             | País      | Año       |
| ---------------- | --------- | --------- |
| San Lorenzo      | Paraguay  | 1994-1999 |
| O'Higgins        | Chile     | 2000-2001 |
| Rosario Central  | Argentina | 2002-2004 |
| Sportivo Luqueño | Paraguay  | 2005      |
| PSMS Medan       | Indonesia | 2005-2006 |
| Deportes Temuco  | Chile     | 2006-2007 |
| Persmin Minahasa | Indonesia | 2007-2009 |

- Datos: Q8193832